# 青木隆嘉
青木 隆嘉（あおき たかよし、1932年 - ）は、日本の哲学者、大阪女子大学名誉教授。

## 経歴
福岡県生まれ。京都大学文学部哲学科卒、同大学院文学研究科博士課程満期退学。福岡女子大学講師、助教授、大阪女子大学教授、95年定年退官、名誉教授。2007年、ハンナ・アーレント『思索日記』でレッシング翻訳賞受賞。

## 著書
- 『ニーチェと政治』世界思想社 1993
- 『ニーチェを学ぶ人のために』世界思想社 1995

### 共編著
- 『現代への問い 自然・人間・歴史』佐藤全弘、池田隆正共著 理想社 1974
- 『過剰としてのプラクシス 日常実践の光景』藤田正、中嶋昌弥、市田良彦共著 晃洋書房 1991
- 『哲学の現在 5実践哲学の現在』鷲田清一、西谷敬共編 世界思想社 1992

### 翻訳
- ゲオルク・ピヒト『ニーチェ』法政大学出版局 叢書・ウニベルシタス 1991
- ノルベルト・エリアス『モーツァルト ある天才の社会学』法政大学出版局 叢書・ウニベルシタス 1991
- オトフリート・ヘッフェ『倫理・政治的ディスクール 哲学的基礎・政治倫理・生命医学倫理』法政大学出版局 叢書・ウニベルシタス　1991
- ハンス・ペーター・デュル『神もなく韻律もなく 意識・認識に関するアナーキズム論考』法政大学出版局 叢書・ウニベルシタス 1993
- エリアス・カネッティ『蠅の苦しみ 断想』法政大学出版局 1993
- ギュンター・アンダース『時代おくれの人間』法政大学出版局 叢書・ウニベルシタス 1994
- ハンス・エーベリング『マルティン・ハイデガー 哲学とイデオロギー』法政大学出版局 叢書・ウニベルシタス 1995
- ハンス・マイヤー『中国との再会 1954-1994年の経験』法政大学出版局 りぶらりあ選書 1996
- ノルベルト・エリアス著 ミヒャエル・シュレーター編『ドイツ人論 文明化と暴力』法政大学出版局 叢書・ウニベルシタス 1996
- ボート・シュトラウス『始まりの喪失 点と線に関する省察』法政大学出版局 叢書・ウニベルシタス 1996
- ギュンター・アンダース『異端の思想』法政大学出版局 叢書・ウニベルシタス 1997
- ギュンター・アンダース『世界なき人間 文学・美術論集』法政大学出版局 叢書・ウニベルシタス 1998
- ギュンター・アンダース『寓話・塔からの眺め』法政大学出版局 1999
- シャンタル・ムフ編『脱構築とプラグマティズム 来たるべき民主主義』法政大学出版局 叢書・ウニベルシタス 2002
- イルミヤフ・ヨベル『深い謎 ヘーゲル、ニーチェとユダヤ人』法政大学出版局 叢書・ウニベルシタス 2002
- デーナ・R.ヴィラ『アレントとハイデガー 政治的なものの運命』法政大学出版局 叢書・ウニベルシタス 2004
- ハンナ・アーレント著 ウルズラ・ルッツ、インゲボルク・ノルトマン編『思索日記』法政大学出版局 叢書・ウニベルシタス 2006
- ハンス・ブルーメンベルク『神話の変奏』法政大学出版局 叢書・ウニベルシタス 2011
- ジュリア・クリステヴァ『ハンナ・アーレント講義 新しい世界のために』論創社 2015

## 論文
- CiNii>青木隆嘉